# Erdey Pál
Erdey Pál (Grünwald Pál) (1816 – Vác, 1871. március 27.) orvos.

## Élete
Debrői uradalmi s 1845-től parádi fürdőorvos; később Vác város és a váci szentszék főorvosa volt.

## Munkái
- Carmen honoribus… Josephi Keszlerfy… cum doctoratus jubilaeum die 12. Maii 1852. Agriae per personale medicum i. com. Hevesiensis festive celebraretur reverente consecratum. Agriae, 1853.
- Parádi gyógyvizek. Uo. 1853.

Cikkei: Paráds Mineralquellen (Zeitschrift für Natur- und Heilkunde 1850. 13. sz.), A parádi timsóvizek (Orvosi Hetilap 1857.), Észrevételek a pestmegyei közegészségi bizottmány javaslatára (Gyógyászat 1868.)